# Publicity Pays
Publicity Pays est un film muet américain réalisé par Leo McCarey et sorti en 1924.

## Synopsis
Mrs Jump, l'épouse de Jimmy Jump, se lance dans le théâtre amateur et après une de ses performances, un directeur de théâtre la remarque. Il ouvre alors une campagne publicitaire en la faisant apparaître au public dans des costumes spectaculaires avec un singe pour animal de compagnie. Le singe s'enfuit et Jimmy est choisi pour le capturer. Quand l'animal est retrouvé, la jeune épouse décide de renoncer à sa carrière et de consacrer son temps à Jimmy.

## Fiche technique
- Réalisation : Leo McCarey
- Production : Hal Roach
- Date de sortie : États-Unis : 4 mai 1924

## Distribution
- Charley Chase : Jimmy Jump
- Beth Darlington : Mrs Jump
- Eddie Baker : Dave Fiasco
- Noah Young